# Provincia di Nor Chichas
La provincia di Nor Chichas è una delle 16 province del dipartimento di Potosí nella Bolivia meridionale. Il capoluogo è la città di Cotagaita.
Al censimento del 2001 possedeva una popolazione di 35.323 abitanti.

## Geografia antropica

### Suddivisioni amministrative
La provincia è suddivisa in 2 comuni:
- Cotagaita
- Vitichi